# Neorhynchocephalus tauscheri
Neorhynchocephalus tauscheri är en tvåvingeart som först beskrevs av Fischer 1812.  Neorhynchocephalus tauscheri ingår i släktet Neorhynchocephalus och familjen Nemestrinidae. Inga underarter finns listade i Catalogue of Life.